# Adèle Colson
Adèle Celestine Josephina Colson (Mechelen, 24 februari 1905 – 22 december 1997) was een Belgisch beiaardier. Ze was de eerste vrouw die afstudeerde aan de Koninklijke Beiaardschool Jef Denyn en de eerste vrouw ter wereld die een professioneel beiaardcertificaat behaalde.

## Leven en carrière
Colson studeerde zang en piano aan het Mechelse Conservatorium. In 1924 schreef ze zich in op de Koninklijke Beiaardschool waar Jef Denyn directeur was. Staf Nees weigerde haar les te geven omdat hij vond dat een beiaard niet door vrouwen kon worden bespeeld. Daardoor kreeg ze les van Jef Denyn zelf.
Colson behaalde haar beiaarddiploma op 10 augustus 1929 en voerde verschillende repertoria uit, waaronder Jef Van Hoof's Praeludium quasi una fantasia, een origineel stuk dat ze zelf componeerde en Matthias van den Gheyn's derde beiaardprelude. Door de seksediscriminatie heeft ze nooit een vaste baan kunnen vinden als beiaardier en uit frustratie heeft ze uiteindelijk haar diploma verscheurd, na een negatieve selectieprocedure voor de baan van stadsbeiaardier van Gent, waar Colson blijkbaar had aangeboden om gratis te spelen.
In de jaren zeventig van de vorige eeuw heeft de toenmalige directeur Piet van den Broek haar een duplicaat van haar diploma bezorgd, dat nu bewaard wordt in het beiaardarchief van Bok Tower Gardens.
Nota van andere auteur: in de tekst rond discriminatie wordt